# Federazione calcistica di Singapore
La Federazione calcistica singaporiana (in inglese Football Association of Singapore, acronimo FAS) è l'organo che governa il calcio a Singapore. Pone sotto la propria egida il campionato e la nazionale singaporiana. Fu fondata nel 1892 ed è affiliata all'AFC e alla FIFA. L'attuale presidente è Zainudin Nordin.